# Mohamed El Aziz Kessous
Pour les articles homonymes, voir Kessous.
Mohamed El Aziz Kessous est un juriste, journaliste, haut fonctionnaire, parlementaire et militant de l’égalité des droits en Algérie. Il est né le 25 juin 1903 à El Kala dans le Constantinois en Algérie, il meurt à Paris le 13 mai 1965 à la suite d’une longue maladie, trois ans après l’indépendance de l’Algérie.
Il fait ses études au lycée Luciani de Philippeville (aujourd'hui Skikda), il était le condisciple de Ferhat Abbas, le premier président du Gouvernement provisoire de la République algérienne (GPRA), avec qui il restera attaché par des liens étroits jusqu'en 1956.

## Biographie
Il effectue des études en droit dans les années 1920, il milite dans des associations étudiantes nord-africaines. Il était secrétaire de l’amicale des étudiants musulmans de l’Afrique du Nord (AEMAN) en 1923-1924 et membre fondateur de l’association des étudiants musulmans nord-africains de France (AEMNAF). Après ses études, il devient enseignant et journaliste. Il adhère à la SFIO en 1931 et y restera jusqu’en 1946. Il soutient le projet de loi Blum-Viollette.
Par la suite, il sera membre du Rassemblement démocratique révolutionnaire (RDR) avec son ami l'ex-trotskiste Jean Rous. Il sera un intermédiaire entre la gauche française et le nationalisme algérien. En 1935, il publie un livre, La vérité sur le malaise algérien, préfacé par le Docteur Mohamed Salah Bendjelloul, dans lequel il souligne le blocage des institutions politiques en Algérie coloniale.
Il est rédacteur en chef de L’Entente franco-musulmane, organe de la Fédération des élus du Constantinois de Bendjelloul puis journaliste à Oran républicain de 1936 à 1940. Il rédige, en 1943, avec Ferhat Abbas le Manifeste du peuple algérien (MPA) et crée avec celui-ci, Égalité dont il est rédacteur en chef jusqu’à son interdiction en 1945.
Il est élu au Conseil de la République en mars 1948, il représente l’Union démocratique du manifeste algérien (UDMA). Il crée le bimensuel Communauté algérienne qui paraît entre 1955 et 1956. Il est destinataire de la lettre écrite à un militant algérien par Albert Camus. Cette lettre est parue dans le premier numéro de ce journal, le 1er octobre 1955, publiée ensuite dans le livre Actuelles III, en 1958.
En 1957, il quitte l’Algérie pour se soigner en France où il meurt en 1965. Il partage avec Camus l’idéal du « vivre ensemble », il ne cessa de défendre depuis 1943 le projet d'une République algérienne laïque, respectueuse de toutes les diversités, avec des citoyens égaux en droit.